# Lotte Morsink
Lotte Morsink is een Nederlands voetbalster die uitkomt voor PEC Zwolle in de Eredivisie.

## Carrière
Op 1 september 2017 debuteerde ze in de hoofdmacht van PEC Zwolle in de wedstrijd tegen FC Twente.

### Carrièrestatistieken
| Seizoen                    | Club            | Land            | Competitie      | Competitie | Competitie | Beker | Beker | Internationaal | Internationaal | Overig | Overig | Totaal | Totaal |
| Seizoen                    | Club            | Land            | Competitie      | Wed.       | Dlp.       | Wed.  | Dlp.  | Wed.           | Dlp.           | Wed.   | Dlp.   | Wed.   | Dlp.   |
| -------------------------- | --------------- | --------------- | --------------- | ---------- | ---------- | ----- | ----- | -------------- | -------------- | ------ | ------ | ------ | ------ |
| 2017/18                    | PEC Zwolle      | Nederland       | Eredivisie      | 2          | 0          | 0     | 0     | –              | –              | –      | –      | 2      | 0      |
| 2018/19                    | PEC Zwolle      | Nederland       | Eredivisie      | 3          | 0          | 1     | 0     | –              | –              | –      | –      | 4      | 0      |
| Carrière totaal            | Carrière totaal | Carrière totaal | Carrière totaal | 5          | 0          | 1     | 0     | 0              | 0              | 0      | 0      | 6      | 0      |
| Bijgewerkt tot 13 mei 2019 |                 |                 |                 |            |            |       |       |                |                |        |        |        |        |